# ディナミーデン
『ディナミーデン』（ドイツ語: Dynamiden）作品173は、ヨーゼフ・シュトラウスが作曲したウィンナ・ワルツ。副題は『秘めたる引力』（Geheime Anziehungskräfte）。

## 楽曲解説
ワルツ王の弟であるヨーゼフ・シュトラウスは、熱心にロマン派音楽を学んでいた。そして彼は、シューベルトやシューマン、リストやベートーヴェン、ベルリオーズなどの楽風を採り入れた曲を書こうとした。その代表格といえる作品がこのワルツ『ディナミーデン』である。
1865年1月30日、宮廷大舞踏会場で催された「工業舞踏会」において初演され、好評を博した。英国ヨハン・シュトラウス協会名誉会長のピーター・ケンプは、「その着想、力、感性の点で、兄がその時点までに作ったどの曲よりもまさったもの」と高く評価している。「ディナミーデン」とは、「分子や原子が引き合う力」という意味のフェルディナント・レッテンバッハーによる造語である。1840年代からドイツ圏でも産業革命が始まっており、急速な工業発展の裏で、目に見えない神秘的なものへの関心が高まっていた。『秘めたる引力』という副題と揃って、当時の世相をうかがわせる曲名である。

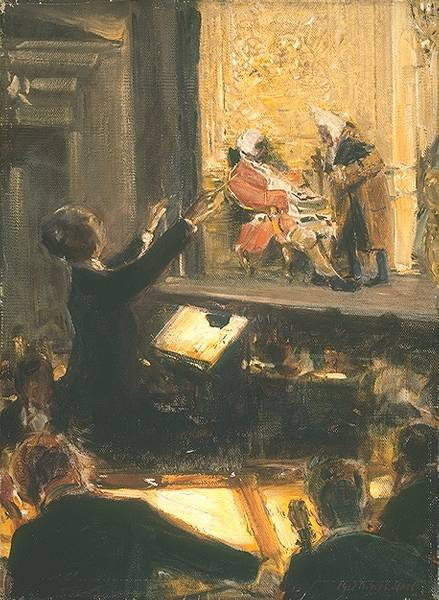
オペラ『ばらの騎士』

時は流れて1911年1月26日、後期ロマン派の作曲家リヒャルト・シュトラウスは、自作の傑作オペラ『ばらの騎士』を初演した。このオペラの第2幕のなかに、主題としてこの『ディナミーデン』の旋律を借用したとされるワルツが登場しており、「ばらの騎士のワルツ」として知られている。なお、リヒャルト・シュトラウスは1925年に次のように述べている。
| 「 | 『ばらの騎士』のワルツについては、あのウィーンの陽気な天才を思い浮かべずして作曲するなど、そのようなことがありえただろうか？ | 」 |

リヒャルト・シュトラウスはヨーゼフではなくその兄ヨハン・シュトラウス2世のことを言っているのだが、ヨーゼフの『ディナミーデン』の冒頭の旋律と『ばらの騎士』のワルツが非常によく似ているのは、多くの音楽学者や評論家、書物などが指摘するところである。たとえば、フランツ・エンドラーは「彼（リヒャルト・シュトラウス）は、≪薔薇の騎士≫のワルツを作曲する際に、ヨーゼフの作品から大きな影響を受けたのである」と書いており、またブリタニカ国際大百科事典にも「ヨーゼフの作品には、リヒアルト・シュトラウスが『ばらの騎士』の主題に転用した『デュナミーデン（原文ママ）』 Dynamiden がある」という断定的な記述がある。

## 楽曲構成
序奏、5つの小ワルツ、コーダからなる。42小節に16小節を繰り返す相補的な楽節が続く。これによって作曲者はこのワルツを色彩で飾ったといわれる。
序奏
増田芳雄はこの序奏を「まるで絵画を見るように、ロマンティックな感情を呼び起こすような柔らかい音楽」だと評している。
第1ワルツ
この第1ワルツが、オペラ『ばらの騎士』第2幕のワルツの主旋律として使われたとされる部分である。
第2ワルツ
クライマックスに向かうにつれて完全に開花するようにまとめられており、ワルツはやがて勝ち誇るような響きを示す。

## ニューイヤーコンサート
ウィーンフィル・ニューイヤーコンサートへの登場は以下の通りである。
- 1949年 - クレメンス・クラウス指揮
- 1967年 - ヴィリー・ボスコフスキー指揮
- 1971年 - ヴィリー・ボスコフスキー指揮
- 1997年 - リッカルド・ムーティ指揮
- 2007年 - ズービン・メータ指揮
- 2014年（ドイツ語版） - ダニエル・バレンボイム指揮